# Muzički studio
Muzički studio (Muzički tonski studio) je studio čija je namena snimanje muzike. On se po svojim karakteristikama i opremanju znatno razlikuje od tonskog studija drugih namena (npr. studio za snimanje radio drama ili studio za emitovanje radio i TV programa i slično). 
Muzički studio se projektuje tako da akustički uslovi u njemu budu sto kvalitetniji. Svaki muzički tonski studio u svom osnovnom obliku ima tri glavne, fizički međusobno potpuno odvojene i potpuno zvučno izolovane prostorije a to su:
1. Kontrolna soba ili tehnička režija
2. Studio ili prostorija za izvođenje muzike (studio)
3. Mašinska soba[1]

Bitni segmenti u muzičkom studiju su: akustika prostorija, mikrofoni, mikseta, monitorska kontrola (zvučnici), računarska kontrola i uređaji za obradu audio signala (uređaji za frekvencijsku obradu signala, uređaji za vremensku obradu signala i uređaji za dinamičku obradu signala).

## Akustika prostorija
Jedan od najvažnijih parametara u akustici je vreme reverberacije koje se definiše kao vreme koje je potrebno da intenzitet zvuka opadne na milioniti deo od njegovog originalnog intenziteta, odnosno opadne za 60 dB. Vreme reverberacije zavisi od akustičkih uslova u studiju. Takođe bitan parametar je i difuznost prostorije, čemu doprinose difuzori zvuka koji razbijaju zvučne talase i rasprostiru ih po celom prostoru čime se ostvaruje bolja raspodela zvuka u prostoru. Koriste se i apsorberi zvuka koji služe za smanjenje vremena reverberacije. Postavljaju se na zidove kontrolne sobe zbog sposobnosti da u velikom procentu upijaju zvuk. Optimalno vreme reverberacije u studiju je od 0,2 do 0,4 s. Akustičke apsorbere koje koristimo u praktičnoj primeni delimo na tri osnovne grupe za određeno frekvencijsko područje i to na: porozne materijale koji su zaduženi za frekventni opseg visokih frekvencija, akustičke rezonatore koji su zaduženi za opseg srednjih frekvencija i mehaničke rezonatore za pojačanu apsorpciju opsega niskih frekvencija.

## Mikrofoni
Mikrofon je elektroakustički pretvarač koji pretvara akustičku energiju u električnu.
Danas su u profesionalnoj upotrebi najzastupljenija dva tipa mikrofona: dinamički i kondenzatorski koji se međusobno razlikuju po:
- karakteristici usmerenosti (engl. polar pattern),
- frekvencijskom opsegu (engl. frequency range)
- osetljivosti (engl. sensitivity)
- maksimalnom zvučnom pritisku (engl. max SPL), i
- odnosu signal/Sum (engl. S/N ratio).

Mikrofoni se dele na akustičke i električne. Električni mikrofoni se dele na dinamičke i kondenzatorske (kao i na ugljene i kristalne koji su manje zastupljeni u studijskom snimanju).
Dinamički mikrofoni se dela na mikrofone sa pokretnim kalemom (engl. dynamic moving-coil mic) i mikrofon sa trakom (engl. dynamic ribbon mic). 
Kondenzatorski mikrofoni se napajaju dodatnim napajanjem od 48 V, tzv. fantomsko napajanje (engl. phantom power supply).

##### Karakteristika usmerenosti mikrofona
Mikrofoni mogu biti:
- Neusmereni ili omnidirekionalni mikrofoni
- Dvosmerni ili biderikcionalni mikrofoni
- Usmereni ili unidirekcionalni mikrofoni[4]

Usmereni mikrofoni mogu biti: Kardioida, super-kardioida, hiper-kardioida

##### Mikrofoni-Dodatna oprema
Štitnik od vetra (engl. wind shield) koji se koristi u studiju prilikom snimanja vokala koji je jako blizu mikrofonu (engl. close miking).
Pop filter koji ze koristi za eliminaciju ploziva „p”, „b”, „t”, prilikom snimanja vokala.
Mikrofonski stalak služi da se na njemu postavi mikrofon.
Amortizeri (engl. shock mount) služe da zaštite mikrofone od mehaničkih vibracija.

## Miksete
Najvažnija funkcija miksete jeste sabiranje ili mešanje audio signala. Sabirna tačka-čvor-sabirnica fizički predstavlja provodnik na koji se dovode ulazni signali koji se sabiraju u odgovarajućem sabirnom pojačivaču. Pored funkcije sabiranja signala mikser služi za podešavanje i distribuciju audio signala. Mikseta se još naziva režijski sto, miks pult, konzola.
Osnovne funkcije koje ima audio mikser u sklopu svakog audio sistema su: prijem i pojačavanje audio signala od mikrofona ili drugih audio urađaja, obrada primljenih audio signala, distribucija signala na različite izlaze, monitoring sopstvenih izlaznih signala ili signala sa uređaja za snimanje.

##### Podela miksera
Osnovna podela miksera je na analogne i digitalne.
Dalja podela audio miksera je prema nameni i delimo ih na: 
- Mikseri za snimanje
- Mikseri za emitovanje programa
- Mikseri za sisteme ozvučenja
- Mikseri za monitoring na sceni
- Mikseri za efekte (u pozorištu)
- Reporterski mikseri
- Mikrofonski mikseri
- DJ mikseri

Analogni audio mikseri s obzirom na način realizacije i raspored njihovih funkcionalnih celina se dele na:
- mikseta sa rotacionim komandama mikseri sa rotacionim komandama (miksete)
- split mikseri (mikseri sa raspodeljenim komandama: ulazne, izlazne i monitorske komande)
- In line mikseri (mikseri sa svim komandama u jednom kanalu smeštenom u jednom modulu miksera)

Osnovne funkcionalne celine analognog audio miksera: ulazi, grupni izlazi, glavni izlazi, pomoćni izlazi, monitorski blok, razdelnici signala, izvor napajanja.
Osnovna elektronska kola analognog audio miksera su: operacioni pojačavač, pojačavač sa invertujućim izlazom, pojačavač sa ne invertujućim izlazom, sabirni pojačavač, mikrofonski predpojačavač.

## Monitorska kontrola
Svaki muzički studio mora da ima stereo par zvučnika, koji su uši studija. Najminimalniji zahtev koji zvučnici treba da ispunjavaju je da se prilikom dovođenja istog signala na oba zvučnika, membrane pomeraju unapred istovremeno, sto znači da moraju biti tako povezani da se pomeraju u fazi. Da bi se virtuelni zvučni izvor našao u centru zvučne slike, zvučnici moraju biti usklađeni po intenzitetu i frekventnoj karakteristici. Ukoliko je intenzitet jednog zvučnika veći od drugog doći će do pomeranja centra zvučne slike. Tačnije, zvučna slika će se čuti više ulevo ili udesno. Slušalac treba da se nalazi tačno u centru između dva usklađena visokokvalitetna zvučnika. Položaj prividnih izvora se percipira na osnovu amplitudnih i faznih razlika između signala koje primaju oba uva, kao i (na visokim učestanostima) efekta senke koju stvara glava. Za svaku pojedinu učestanost faza na svakom uhu je određena sumom zvukova koji dolaze iz dva zvučnika.

## Računarska kontrola
Današnje snimanje zvuka se obavlja pomoću računara koji je zamenio stare analogne snimače (magnetofone). Koristi se računar koji radi u realnom vremenu i koji sa velikom procesorskom snagom i memorijom može uspešno da se nosi sa postavljenim zadacima, tako da je sam kompjuterski uređaj relativno jednostavan za korišćenje a samim tim i njegova cena je prihvatljiva. Pored računara potreban je i softver u kome se muzika snima i snimljeni podaci dalje obrađuju.

## Uređaji za obradu audio signala

#### Osnovna podela uređaja za obradu signala
1. Uređaji za frekvencijsku obradu signala[8]
2. Uređaji za vremensku obradu signala[9]
3. Uređaji za dinamičku obradu signala[10]

Uređaji za frekvencijsku obradu signala
- Filteri
- Ikvalajzeri

Uređaji za vremensku obradu signala
- delay (kašnjenje)
- reverb (odjek)
- chorus
- flanger
- phaser
- time/pitch shifting

Uređaji za obradu dinamike audio signala
- Uređaji koji smanjuju opseg dinamike (kompresori i limiteri)
- Uređaji koji povećavaju opseg dinamike (ekspanderi i eliminatori šuma (noise gate))

## Literatura
- Alek Nisbet, Snimanje i obrada zvuka, Univerzitet umetnosti, Beograd, 1990
- Dragan Drinčić, Analogni audio mikseri (skripta u elektronskoj formi)
- Dragan Novković, Produkcija muzike-Tehnologije i tehnike
- Muzički tonski studio, Vladimir Racković

## Spoljašnje veze
- Opis i izgled prosečnog muzičkog studija
- Tejpop
- tutorijali